# Francis Spriggs

Este fue uno de los diseños de bandera pirata más comunes de la década de 1720. Utilizado por varios de los piratas de la época, como Edward Low, Francis Spriggs y John Phillips. También fue una de las pocas banderas piratas de color negro que en realidad fue llamada "Jolly Roger" por la tripulación de Spriggs.

Francis Spriggs (¿murió en 1725?) fue un pirata británico que, asociado con George Lowther y Edward Low, estuvo activo en el Caribe y la Bahía de Honduras a principios de la década de 1720.

## Carrera temprana
Aunque se desconoce gran parte de sus primeros años, se registra como primera aparición de Francis Spriggs en la historia, cuando sirvió como intendente del Capitán Edward Low (posiblemente como parte de los miembros originales de la tripulación que dejaron el servicio del Capitán George Lowther). Sin embargo, después de recibir el mando del buque de guerra británico de 12 cañones recientemente capturado de nombre Squirel (renombrado Delight poco después), él y Low aparentemente tuvieron una pelea sobre la indisciplina de uno de los tripulantes alrededor de las fechas de Navidad de 1724, lo que resultó en que Spriggs y Lowther desertaran de la tripulación de Low en la noche.
El pescador Philip Ashton había sido obligado a entrar en servicio por Low y su nuevo intendente John Russell en junio de 1723, pero escapó al año siguiente cuando la flotilla de Low se detuvo cerca de la isla de Roatán. En 1724, él y algunos otros náufragos vieron un barco que se acercaba y esperaban ser rescatados. Cuando se dieron cuenta de que los marineros eran los piratas de Spriggs (y temieron que Spriggs pudiera reconocerlo), Ashton se escondió, prefiriendo arriesgarse en Roatán en lugar de volver a la piratería.

## Spriggs &Delight
Después de dejar a Low, Spriggs y su nueva tripulación comenzaron a ondear una bandera negra similar a la del Capitán Low y zarparon hacia las Indias Occidentales. El 28 de enero de 1725, habían saqueado un barco esclavista de Rhode Island con bardera británica capitaneado por el capitán Richard Duffie. Capturaron también una bricbarca portuguesa en el camino, saquearon las provisiones del barco mientras la tripulación pasaba por "los sudores" o un "sudor", una forma leve de tortura en la que se enciende un anillo de velas en círculo alrededor del palo mayor y cada tripulante. Fue obligado a entrar en el círculo y correr alrededor del mástil mientras los piratas los pinchaban con navajas, tenedores y otras armas en una especie de guantelete. Después de que terminaron con la barca, la tripulación volvió a subir a su barco, al que los piratas prendieron fuego.
A su llegada a las Indias Occidentales, Spriggs y su tripulación capturaron una balandra cerca de Santa Lucía, un mercante de Martinica y un barco con un cargamento de palo campeche que arrojaron al mar después de llevarse todo lo que pudieron. A principios de 1724, mientras se encontraban en aguas de Nueva Inglaterra, Spriggs y Delight recibieron la noticia de la muerte del rey Jorge I y discutieron la posibilidad de obtener un indulto real dentro del año posterior a la salida de Rhode Island el 27 de marzo de 1724.

## Bahía de Honduras
A principios de abril, Spriggs ancló frente a la isla de Roatán, cerca de la Bahía de Honduras, donde ordenó que muchos de los prisioneros capturados durante los viajes fueran desembarcados. Muchos de estos prisioneros presentaban heridas infligidas por las torturas a las que habían sido sometidos por los piratas durante su cautiverio, como ser obligados a comer platos de cera de vela.
Reacondicionando su barco en una isla cercana al oeste de Roatán, Spriggs y Delight navegaron hacia Saint Kitts con la intención de encontrarse con un Capitán Moor of Eagle, una balandra que había atacado anteriormente a George Lowther cerca de Blanco.
Sin embargo, pronto se encontraron con un buque de guerra francés y se vieron obligados a huir. Después de su fuga, capturaron una goleta cerca de las islas Bermudas y luego, cuando se acercaban a Saint Kitts, capturaron una balandra el 4 de julio de 1724. Durante esta última captura, la tripulación fue torturada por Spriggs y su tripulación izando a los prisioneros tan alto como las velas mayores y dejándolos caer contra la cubierta para que se estrellaran.
Poco después de esto, un barco que salía de Rhode Island fue capturado con los piratas montados en varios de los caballos que había estado transportando en la cubierta (sin embargo, después de varios accidentes, se culpó a los cautivos por no llevar botas y espuelas).

## Regreso a la Bahía de Honduras
Aquí Spriggs volvió a unir fuerzas con el Capitán Shipton, a quien se le había dado el mando del barco Merry Christmas de Low después de que la tripulación de Low se amotinara. Después de la captura de una balandra frente a las costas de la ciudad de Port Royal, Spriggs se vio obligado a retirarse de dos buques de guerra británicos, el HMS Diamond y el HMS Spence Después de este escape Spriggs capturó otra balandra y, a su regreso a la Bahía de Honduras, tomó otros diez o doce barcos ingleses antes de ser perseguido por un buque de guerra británico.
Tras permanecer brevemente en Carolina del Sur, Spriggs volvió a navegar hasta la Bahía de Honduras, donde capturó dieciséis barcos más antes de huir del mismo buque de guerra británico con el que se había encontrado anteriormente. Nuevamente logró evitar la captura, aunque su flota se rompió cuando se separó de la nave de Shipton. Puede haber sido en esta época cuando el intendente de Spriggs, Philip Lyne, tomó el barco premiado Sea Nymph y dejó a Spriggs para navegar hacia la Isla de Terranova. Poco se sabe de su carrera posterior; según relatos de periódicos, todavía estaba activo en la región y, en abril de 1725, había capturado varios barcos más.
El relato de un periódico sugiere que Spriggs todavía estaba activo hasta 1726 cuando quedó abandonado en una isla con Shipton y otro famoso pirata, Edward Low. El informe proviene del Post-Boy fechado el 25 de junio de 1726. El único original conocido del periódico Post-Boy que aún existe es propiedad de Eric Bjotvedt y afirma, en un informe de primera plana, que un barco español tomó una balandra de la Bahía de Honduras, pero que luego los españoles fueron capturados. y "... puso a bordo el Diamond Man of War, que había tomado un pirata, comandado por un tal Cooper, y tenía muchos prisioneros a bordo, y estaba destinado a Jamaica con ellos ... [y] que Lowe y Spriggs fueron cimarrones y se consiguieron entre los indios Misquito. Según otra fuente, Spriggs y Shipton todavía estaban siendo perseguidos por HMS Diamond y Spence; Los hombres de Spriggs fueron capturados junto a un Shipton dormido, mientras que tanto Spriggs como Low escaparon de nuevo, y Cooper hizo estallar su barco con pólvora en lugar de ser capturado.